# Atherurus africanus
Atherurus africanus är en däggdjursart som beskrevs av Gray 1842. Atherurus africanus ingår i släktet kvastpiggsvin och familjen jordpiggsvin. Inga underarter finns listade i Catalogue of Life.

## Utseende
Arten når en kroppslängd (huvud och bål) av 51 till 56 cm, en svanslängd av 17,7 till 23 cm och en vikt av 2,5 till 3,4 kg. Den har cirka 7,2 cm långa bakfötter och nästan 4 cm långa öron. Liksom andra piggsvin har djuret på ryggen och på kroppens sidor taggar. De är på artens nacke cirka 2 cm långa och blir fram till piggsvinets stjärt längre (3,5 cm på ryggens mitt och upp till 9 cm vid svansroten). Sidornas taggar är 2,5 till 4,5 cm långa. Taggarna har vitaktiga och svartbruna avsnitt. Även på svansen förekommer korta svarta taggar och svansens spets kännetecknas av en vippa (eller kvast) med vita eller gula taggar. Vippans taggar är delvis ihåliga och när de skakas framkallas ett skallrande ljud. Mellan taggarna på ovansidan finns mjukare mörkbrun päls. Undersidan är täckt av styva eller mjuka ljusbruna till vita hår.
På huvudet är de mörka håren likaså styva och de mörka öronen är nästan nakna. Atherurus africanus har långa svarta morrhår. Vid fram- och baktassar förekommer fem fingrar respektive tår som är utrustade med korta klor.

## Utbredning
Detta piggsvin förekommer i västra och centrala Afrika. Utbredningsområdet sträcker sig från Guinea till Kenya, Kongo-Kinshasa och norra Angola. I bergstrakter når arten 3000 meter över havet. Habitatet utgörs av regnskogar och galleriskogar.

## Ekologi
Atherurus africanus vilar i håligheter mellan rötter, i bergssprickor, i ihåliga termitstackar och i liknande gömställen. Vid viloplatsen bildas vanligen mindre flockar med upp till 6 individer. På natten letar varje individ ensam efter föda.
Honor kan para sig två eller tre gånger per år och en kull har vanligen ett enda ungdjur. Dräktigheten varar 100 till 110 dagar. De äldsta kända individerna blev 15 år gamla.
Arten är aktiv från eftermiddagen till senare natten och den tar oftast två längre pauser under födosöket (under klara nätter bara en längre paus). Dessutom förekommer flera kortare pauser. Atherurus africanus går vanligen på marken men den kan klättra i den låga växtligheten. Den lyfter sina taggar vid fara och skallrar med svansens kvast. Piggsvinet kan röra sig med stjärten eller bålens sidor framåt mot angriparen. Födan utgörs främst av växtdelar som blad, blommor och frukter som hamnade på marken. Den äter även rötter och i viss mån daggmaskar och kadaver. Individer som besöker odlade områden väljer ofta majs, maniok, bananer och frön från olika palmer.
Enligt en studie från 1974 föds en unge främst i fångenskap. I naturen kan honor ha upp till fyra ungar per kull. De är vid födelsen ganska bra utvecklade med öppna ögon, förmågan att röra sig på fötterna och en vikt av cirka 150 g. Ungarna har redan mjuka hår på kroppen som liknar taggar och som senare blir styva. Piggsvinets ungar börjar efter 2 eller 3 veckor med fast föda och efter cirka två månader slutar modern med digivning. Efter ungefär ett år är ungarna lika stora som de vuxna djuren men de behöver ytterligare ett år för att nå samma vikt. Även könsmognaden infaller efter cirka två år.
Vid sidan av människan är leoparden artens största fiende.

## Atherurus africanusoch människor
Jakt på arten för köttets skull (bushmeat) är vanligt förekommande i utbredningsområdet. Kadaver syns ofta på marknader för bushmeat i regionen kring Biafrabukten. På dessa marknader har handel med piggsvinets kött en andel av 6 till 19 procent per år. Mera vanlig är handel med skogsdykare, rörråttor och jättepåsråttor. På vissa marknader i södra Kamerun var andelen piggsvinkött så hög som 61 procent.
Ibland dödas individer av bönder som betraktar Atherurus africanus som skadedjur. Jakten anses vara inget hot mot hela beståndet. Piggsvinet förekommer i olika nationalparker och i andra naturskyddsområden. IUCN kategoriserar arten globalt som livskraftig.